# ماشكار (أيسين)
ماشکار (بالفارسية: ماشکار) هي قرية تقع في إيران في قسم أيسين الريفي. يقدر عدد سكانها بـ 264 نسمة بحسب إحصاء 2016.